# ゾスラバルピン
ゾスラバルピン（英：Zosurabalpin 、RG6006、Abx-MCP、Ro7223280）は、カルバペネム耐性Acinetobacter baumannii（CRAB）治療薬として、製薬会社ロシュとハーバード大学の科学者が共同で開発した実験中の抗生物質である。ゾスラバルピンはリポ多糖輸送体を標的としている。Lpt輸送体とそのLPS基質の両方からなる複合結合部位を認識することによって機能する。RG6006が属する化学ファミリーは2019年に初めて公開されたが、RG6006の特定の構造は、2023年に試験結果が公表されるまで機密のままだった。

## 関連記事
- Clovibactin
- ノボビオシン
- Teixobactin